# Nikopolský rajón
Nikopolský rajón (ukrajinsky Нікопольський район) je rajón v Dněpropetrovské oblasti na Ukrajině. Hlavním městem je Nikopol a rajón má přibližně 251 tisíc obyvatel.

## Města v rajónu
- Marhanec
- Nikopol
- Pokrov